# Charlotte Long
Charlotte Helen Long (* 9. Oktober 1965 in Devizes, England; † 6. Oktober 1984 in Oxfordshire, England) war eine britische Schauspielerin.

## Leben
Long wurde als jüngste Tochter von Margaret Frances Frazer und dem Politiker Richard Gerard Long, einem britischen Peer aus Wiltshire, geboren. Sie besuchte mehrere Schulen in Bradford-on-Avon, bevor sie sich der Schauspielerei widmete.
Long spielte die Rolle der Alison in den Fernsehproduktionen Schoolgirl Chums and St. Ursula’s in Danger sowie die Rolle der Rosemary in dem Film Ein Umzug kommt selten allein von 1984. Ihre bekannteste Rolle war jedoch die der Eloise de Ricordeau in der Fernsehserie Die dreibeinigen Herrscher. Hier spielte sie in drei Folgen der ersten Staffel die Tochter eines französischen Adligen.
Nur drei Wochen nach dem Abschluss der Dreharbeiten von Die dreibeinigen Herrscher starb Long an den Folgen eines Autounfalls. Ein Lkw fuhr auf dem Motorway M4 in das auf dem Standstreifen haltende Fahrzeug, weil der Fahrer des Lkws niesen musste. Während ihr Beifahrer nur leichte Verletzungen davontrug, erlag Long nach drei Tagen ihren Verletzungen.

## Filmografie
- 1982: Schoolgirl Chums (Fernsehfilm)
- 1983: St. Ursula’s in Danger (Fernsehfilm)
- 1984: Ein Umzug kommt selten allein (The Chain)
- 1984: Die dreibeinigen Herrscher (The Tripods, 5 Folgen)